# Gework Emin
Gework Emin (orm. Գեւորգ Էմին; ur. 30 września 1919 w Asztaraku, zm. 11 czerwca 1998 w Erywaniu) – armeński poeta, eseista i tłumacz.

## Życiorys
Gework Emin urodził się 30 września 1919 w Asztaraku; był synem nauczyciela szkolnego. W 1927 roku jego rodzina przeniosła się do Erywania. W 1936 roku ukończył szkołę średnią, a w 1940 roku ukończył studia na tamtejszym Instytucie Politechnicznym. Po ukończeniu studiów pracował na budowach elektrowni wodnych. W młodości był znajomym Jeghiszy Czarenca. W latach 1941–1945 walczył w II wojnie światowej (został w niej ranny). W 1976 roku otrzymał Nagrodę Państwową ZSRR. Jego pierwsza żona była córką armeńskiego poety Wahana Terjana. Bratem Emina jest kompozytor Wazgen Muradjan. Emin miał trzech synów. Jego książki zostały przetłumaczone na wiele języków; sam także tłumaczył wiele utworów na język ormiański (między innymi utwory Adama Mickiewicza i Tadeusza Różewicza).
Na język polski przetłumaczona została książka Emina "Siedem pieśni o Armenii". 